# ثلاث نقاط للفوز
ثلاث نقاط للفوز هو معيار يستخدم في العديد من البطولات الرياضية و بطولات المجموعات ، خاصة في كرة القدم ، حيث يتم منح ثلاث نقاط للفريق الفائز بالمباراة ، مع عدم منح أي نقاط للفريق الخاسر. إذا كانت المباراة تعادل، يحصل كل فريق على نقطة واحدة. منحت العديد من الدوريات والمسابقات في الأصل نقطتين للفوز ونقطة واحدة للتعادل ، قبل التحول إلى النقاط الثلاث لنظام الفوز. التغيير مهم في جداول الدوري ، حيث تلعب الفرق عادة 30-40 مباراة في الموسم. يضع النظام قيمة إضافية على الانتصارات مقارنة بالتعادلات بحيث يمكن للفرق التي لديها عدد أكبر من الانتصارات أن تحتل مرتبة أعلى في الجداول من الفرق التي لديها عدد أقل من الانتصارات ولكن المزيد من السحوبات.

## الاساس المنطقي
ثلاث نقاط للفوز من المفترض أن تشجع اللعب الهجومي أكثر من نقطتين للفوز، حيث لن تكتفي الفرق بالتعادل إذا كان احتمال كسب نقطتين إضافيتين (من خلال اللعب لهدف الفوز المتأخر) يفوق احتمال خسارة نقطة واحدة من خلال تلقي هدف متأخر لخسارة المباراة. الأساس المنطقي الثاني هو أنه قد يمنع التواطؤ بين الفرق التي تحتاج فقط إلى التعادل للتقدم في البطولة أو تجنب الهبوط. صرح أحد المعلقين أنه أدى إلى المزيد من "اللعب الإيجابي والهجومي". ومع ذلك ، يشير النقاد إلى أن الفرق التي تتقدم بهدف واحد في وقت متأخر من المباراة تصبح أكثر دفاعية من أجل الدفاع عن الصدارة.[إخفاق التحقق] بالإضافة إلى ذلك ، ينخفض التوازن التنافسي العام لصالح الفرق الكبرى. ارتفع متوسط عدد الأهداف لكل مباراة في دوري الدرجة الأولى التركي لكرة القدم بشكل ملحوظ منذ التغيير إلى ثلاث نقاط للفوز.
لم يكن لنظام النقاط الثلاث في هوكي الجليد - في جمهورية التشيك وفنلندا وألمانيا وروسيا وسويسرا والسويد - أي تأثير على عدد الأهداف المسجلة. يمكن التوصل إلى نفس الاستنتاج بالنسبة للعدد النسبي للروابط.

## التاريخ
تم اقتراح النظام لدوري كرة القدم الإنجليزي (المعروف آنذاك باسم دوري كرة القدم) من قبل جيمي هيل. تم تقديمه في إنجلترا في عام 1981 ، و لم تجتذب الكثير من الاستخدام في أماكن أخرى حتى تم استخدامها في 1994.و في عام 1995 ، اعتمد الفيفا رسميا النظام, وأصبح بعد ذلك معيارا في البطولات الدولية ، وكذلك معظم بطولات كرة القدم الوطنية.

### كرة القدم
يسرد هذا بطولات كرة القدم حيث المعيار هو 3 نقاط للفوز في وقت التنظيم ، ونقطة واحدة للتعادل ، وصفر للهزيمة. السنة المعطاة هي عندما بدأ الموسم ذي الصلة.
- 1981: إنجلترا
- 1983: نيوزيلندا[9]
- 1984: أيسلندا
- 1986: أيرلندا الشمالية
- 1987: تركيا، هونغ كونغ
- 1988: النرويج,[10] اليابان
- 1990: السويد,[11] جورجيا
- 1991: قبرص,[12] فنلندا
- 1992: اليونان[13]
- 1993: بلجيكا (القسم 2)، بلغاريا,[14] أيرلندا,[15] إيطاليا (الدرجة الأولى c1و الدرجة الثانية C2)
- 1994: كرواتيا,[16] التشيك,[17] إستونيا، فرنسا (بعد تجربته في 1988–89), المجر, إيطاليا (الدوري الإيطالي والدرجة الثانية), إيران، العراق (بعد التجربة في 1984–85), كازاخستان، مالطا، مولدافيا، رومانيا، إسكتلندا، سلوفاكيا، كوريا الجنوبية، أوكرانيا، آسيا (بطولة الأندية الآسيوية 1994–95)، الفيفا (كأس العالم 1994) واليويفا (تصفيات كأس الأمم الأوروبية 1996)
- 1995: الأرجنتين، أرمينيا، النمسا، أذربيجان، بيلاروسيا، Belgium (Div. 1)، البرازيل، تشيلي، الصين، كولومبيا، الدنمارك، جزر فارو، ألمانيا, Italy (Lega Nazionale Dilettanti), لاتفيا، ليتوانيا، لوكسمبورغ، المكسيك، هولندا، بيرو، بولندا، البرتغال، روسيا، سلوفينيا، إسبانيا، سويسرا، أوروغواي، CONMEBOL (Copa América)، CONMEBOL (Copa Libertadores) and UEFA (UEFA Champions League)
- 1996: AFC (1996 AFC Asian Cup qualification)، CAF (African Cup of Nations)، UEFA (UEFA Euro 1996) and AFC (1996 AFC Asian Cup)

الدوري الأمريكي لكرة القدم, مقرها في الولايات المتحدة وكندا ، منحت ثلاث نقاط للفوز منذ موسمها الأول من عام 1996 ، لكنها عقدت في البداية ركلات الترجيح في نهاية السحوبات التنظيمية ، ومنح 1 نقطة للفائز في ركلات الترجيح ولا شيء للخاسر. منذ عام 2000 ، سمحت للروابط / السحوبات بالوقوف في الموسم العادي ، وتتبع المعيار الدولي لمنح 1 نقطة للتعادل.[إخفاق التحقق]. ابتداء من عام 2023 كأس الدوريات بين الدوري الأمريكي والدوري المكسيكي سيستخدم 3 نقاط للفوز بالتنظيم ، 2 نقطة للفوز بركلات الترجيح ، 1 نقطة لخسارة ركلات الترجيح ، 0 لنظام نقاط خسارة التنظيم في مرحلة المجموعات.

### هوكي الجليد
تستخدم العديد من بطولات هوكي الجليد نقاط 3 للفوز بالتنظيم ، و 2 نقطة للفوز في الوقت الإضافي / ركلات الترجيح ، و 1 نقطة لخسارة الوقت الإضافي / ركلات الترجيح ، و 0 نقطة لخسارة التنظيم كوسيلة لتحفيز الفرق على الفوز في التنظيم مما يتسبب في المزيد من اللعب الهجومي. المدرجة أدناه هي السنوات التي تبنتها بطولات وجمعيات هوكي الجليد وتخلت عن نظام 3 نقاط للفوز.
- 1998: ألمانيا (3 نقاط للفوز بالتنظيم ، 2 نقطة للفوز في الوقت الإضافي / ركلات الترجيح ، 1 نقطة لخسارة الوقت الإضافي / ركلات الترجيح ، 0 نقطة لخسارة التنظيم)[19]
- 1999: السويد (3 نقاط للفوز بالتنظيم ، 2 نقطة للفوز في الوقت الإضافي / ركلات الترجيح ، 1 نقطة لخسارة الوقت الإضافي / ركلات الترجيح ، 0 نقطة لخسارة التنظيم)[20],روسيا (3 نقاط للفوز باللوائح ، 2 نقطة للفوز في الوقت الإضافي ، 1 نقطة للتعادل أو خسارة الوقت الإضافي ، 0 نقطة لخسارة اللوائح),[21]
- 2000: سلوفاكيا (3 نقاط للفوز باللوائح ، 2 نقطة للفوز في الوقت الإضافي ، 1 نقطة للتعادل أو خسارة الوقت الإضافي ، 0 نقطة لخسارة اللوائح)[22]
- 2001:سلوفاكيا (abandonment)[23]
- 2002: سلوفاكيا (3 نقاط للفوز بالتنظيم ، 2 نقطة للفوز في الوقت الإضافي ، 1 نقطة للتعادل ، 0 نقطة لخسارة التنظيم)[24]
- 2004: Czechia[25],سلوفاكيا[26](3 نقاط للفوز بالتنظيم ، 2 نقطة للفوز في الوقت الإضافي ، 1 نقطة للتعادل أو خسارة الوقت الإضافي ، 0 نقطة لخسارة التنظيم),فنلندا (3 نقاط للفوز بالتنظيم ، 2 نقطة للفوز في الوقت الإضافي / ركلات الترجيح ، 1 نقطة لخسارة الوقت الإضافي / ركلات الترجيح ، 0 نقطة لخسارة التنظيم) [27]
- 2006: سويسرا,[28] Czechia (3 نقاط للفوز بالتنظيم ، 2 نقطة للفوز في الوقت الإضافي / ركلات الترجيح ، 1 نقطة لخسارة الوقت الإضافي / ركلات الترجيح ، 0 نقطة لخسارة التنظيم),[29] سلوفاكيا (3 نقاط للفوز بالتنظيم ، 2 الفوز في الوقت الإضافي / ركلات الترجيح ، 0 نقطة لأي خسارة)[30]
- 2007: IIHF,[31] روسيا,[32] النمسا[33] (3 نقاط للفوز بالتنظيم ، 2 نقطة للفوز في الوقت الإضافي / ركلات الترجيح ، 1 نقطة لخسارة الوقت الإضافي / ركلات الترجيح ، 0 نقطة لخسارة التنظيم)
- 2008: سلوفاكيا (3 نقاط للفوز بالتنظيم ، 2 نقطة للفوز في الوقت الإضافي / ركلات الترجيح ، 1 نقطة لخسارة الوقت الإضافي / ركلات الترجيح ، 0 نقطة لخسارة التنظيم)[34]
- 2009: USA Collegiate  [لغات أخرى]‏ (3 نقاط للفوز بالتنظيم / العمل الإضافي ، 2 نقطة للفوز بركلات الترجيح ، 1 نقطة لخسارة ركلات الترجيح ، 0 نقطة لخسارة التنظيم / العمل الإضافي)
- 2015: فرنسا (3 نقاط للفوز بالتنظيم ، 2 نقطة للفوز في الوقت الإضافي / ركلات الترجيح ، 1 نقطة لخسارة الوقت الإضافي / ركلات الترجيح ، 0 نقطة لخسارة التنظيم)[35]
- 2018: روسيا (abandonment)

NHL، KHL, و EIHL استخدم 2 نقطة لأي فوز ، 1 نقطة لخسارة الوقت الإضافي / ركلات الترجيح ، 0 نقطة لخسارة التنظيم في نظام نقاط الهوكي. ومع ذلك ، لا تزال هذه الدوريات تدرك أن نظام النقاط الحالي لا يحفز الفوز في التنظيم بمفرده. بدلا من استخدام نظام النقاط الثلاث ، فإنهم يحفزون الفوز في التنظيم من خلال الشوط الفاصل. جميع هذه البطولات لديها حاليا نظام الشوط الفاصل هذا: 1) أقل عدد من المباريات التي تم لعبها. 2) عدد أكبر من الانتصارات التنظيمية. هذا يجعل الفوز التنظيمي أكثر قيمة من الفوز في الوقت الإضافي أو ركلات الترجيح ولكن فقط في حالة التعادل مع فريق آخر في الترتيب.

### باندي
The Russian Bandy Super League يستخدم حاليا 3 نقاط للفوز ، 1 نقطة للتعادل ، 0 لنظام نقاط الخسارةيستخدم حاليا 3 نقاط للفوز ، 1 نقطة للتعادل ، 0 لنظام نقاط الخسارة.

### هوكي الحقل
منذ 1998 FIH استخدم 3 نقاط للفوز ، 1 نقطة للتعادل ، 0 لنظام نقاط الخسارة.

### كرة الماء
The الدوري العالمي لكرة الماء استخدم 3 نقاط للفوز بالتنظيم ، 2 نقطة للفوز بركلات الترجيح ، 1 نقطة لخسارة ركلات الترجيح ، 0 نقطة لنظام نقاط خسارة التنظيم. في عام 2023 ، انتهى الدوري العالمي لكرة الماء واعتمد كل من كأس العالم للرجال والسيدات 3 نقاط للفوز بالتنظيم ، ونقطتين للفوز بركلات الترجيح ، ونقطة واحدة لخسارة ركلات الترجيح ، و 0 نقطة لنظام نقاط خسارة التنظيم.

### كاموجي
The All-Ireland Senior Camogie Championship يستخدم حاليا 3 نقاط للفوز ، 1 نقطة للتعادل ، 0 لنظام نقاط الخسارة.

### كرة القدم الغيلية للسيدات
The Ladies' Gaelic Football Association يستخدم حاليا 3 نقاط للفوز ، 1 نقطة للتعادل ، 0 لنظام نقاط الخسارة لجميع المسابقات.

### الكرة الطائرة
In FIVB المسابقات نظام النقاط هو 3 نقاط للفوز في ثلاث أو أربع مجموعات ، 2 نقطة للفوز في خمس مجموعات ، 1 نقطة للخسارة في خمس مجموعات ، 0 نقطة للخسارة في ثلاث أو أربع مجموعات.

### كرة الأرضية
- 2018: فنلندا (3 نقاط للفوز بالتنظيم ، 2 نقطة للفوز بالعمل الإضافي ، 1 نقطة لخسارة العمل الإضافي ، 0 نقطة لخسارة التنظيم)
- 2019: السويد للرجال (3 نقاط للفوز باللوائح ، 2 نقطة للفوز في الوقت الإضافي ، 1 نقطة لخسارة الوقت الإضافي ، 0 نقطة لخسارة اللوائح)